# Pitcairnia hitchcockiana
Pitcairnia hitchcockiana är en gräsväxtart som beskrevs av Lyman Bradford Smith. Pitcairnia hitchcockiana ingår i släktet Pitcairnia och familjen Bromeliaceae. Inga underarter finns listade i Catalogue of Life.